# Julien Alapini
Julien Alapini, né le 28 août 1906 à Abomey-Calavi et mort le 26 février 1970, est un enseignant, écrivain, dramaturge et ethnographe du Dahomey (actuel Bénin).

## Biographie
Julien Alapini fréquente d'abord l'école primaire d'Ouidah, puis l'École primaire supérieure Victor-Ballot et enfin l'École normale William-Ponty à Gorée (Sénégal) entre 1926 et 1929. 
Diplômé, il est nommé instituteur, puis directeur d'école dans plusieurs localités : Porto-Novo, Kouandé, Djougou, Savalou, Cotonou, Allada, Abomey, Covè, Parakou, Kouti et Tori-Gare. 
En parallèle il mène des recherches ethnographiques et linguistiques sur le Dahomey, qu'il aborde en chrétien, admirateur de la culture française. Notamment à travers deux essais, Les noix sacrées. Étude complète de Fa-Ahidégoun, génie de la sagesse et de la divination au Dahomey (1950) et Les Initiés (1953), il se veut un continuateur de l'œuvre des ethnologues coloniaux : il s'agit de mieux connaître les colonisés pour mieux les diriger. En fervent catholique, il dénonce les superstitions et les féticheurs, en particulier les méthodes de divination telles que la consultation du Fa.
Comme chez d'autres auteurs dahoméens, tel Maximilien Quénum, on constate chez lui une « interpénétration de l'ethnologie et de la littérature ». Il étudie les distractions, la littérature orale, les chansons, les proverbes, les devinettes et produit lui-même des contes et des pièces de théâtre.
En 1960, il est nommé Inspecteur de l'enseignement,. Admis à la retraite en 1967, il meurt le 26 février 1970.

## Sélection de publications
- « Note sur les Tam-tam dahoméens », L'Éducation africaine, n°101, 1938, p. 50-56.
- « Notes sur les chansons dahoméennes », L'Éducation africaine, n°102-103, 1939, p. 25-31.
- Contes dahoméens, Paris-Avignon, Les Livres Nouveaux, 1941, 135 p.
- Légendes dahoméennes, Namur, Éd. Grands lac, 1942.
- Les Noix sacrées : Étude complète de Fa-Ahidégoun, génie de la sagesse et de la divination au Dahomey, Monte Carlo, Regain, 1950, 126 p.
- Le Petit dahoméen - grammaire, vocabulaire, lexique en langue du Dahomey, Avignon, Les Presses universelles, 1950, 285 p.
- Les Initiés, Avignon, édition Aubanel, 1953, 252 p.
- « L’éducation africaine traditionnelle du Dahomey », L'Éducation africaine, n°38, 1956, p. 51–61.
- Les Dahoméens et les Togolais au centenaire des apparitions, Avignon, Aubanel, 1959, 165 p.
- Acteurs noirs, Avignon, Les Presses universelles, 1965, 189 p. (théâtre[4])

## Distinctions et décorations
- Commandeur de l'ordre du Mérite du Bénin (1966)[5].